# Neuville-en-Beaumont
Neuville-en-Beaumont település Franciaországban, Manche megyében. Lakosainak száma 25 fő (2022. január 1.). Neuville-en-Beaumont Besneville, Canville-la-Rocque, Catteville, Saint-Sauveur-de-Pierrepont és Taillepied községekkel határos.

## Népesség
A település népességének változása:
| Lakosok száma | 65   | 48   | 45   | 36   | 39   | 39   | 35   | 27   | 26   | 25   |
|               | 1968 | 1982 | 1990 | 2006 | 2013 | 2015 | 2017 | 2019 | 2020 | 2022 |